# Antoine Morlot
Antoine Morlot (* 5. Mai 1766 in Bousse; † 22. März 1809 in Bayonne) war ein französischer General der Infanterie.

## Leben und Wirken
Morlot stammte aus der Trois-Évêchés und meldete sich am 7. Dezember 1782 freiwillig zur königlichen Armee. Bis 28. September 1790 stand er in einem Artillerie-Corps. Während der Revolutionskriege konnte er sich durch Mut und Tapferkeit auszeichnen und wurde auch mehrfach befördert.
Anfang Oktober 1790 kam er als Capitaine zu einem Bataillon des Volontaires nationaux und nahm u. a. an der Belagerung von Thionville teil und an der Schlacht bei Kaiserslautern (28./30. November 1793).
Am 28. Januar 1794 wurde Morlot zum Général de brigade befördert und als solcher war er mit seinen Truppen maßgeblich an den Schlachten bei Arlon (17./18. April 1794), Lambusart (12./16. Juni 1794), Fleurus (26. Juni 1794) und Aldenhoven (2. Oktober 1794) beteiligt.
Mit Wirkung zum 23. September 1801 wurde Morlot zur Disposition gestellt und kam erst 1807 in den aktiven Dienst zurück, als Napoleon seinen Feldzug nach Spanien plante. Als Général de division kämpfte Morlot tapfer vor Bailén (18./22. Juli 1808), vor Vimeiro (21. August 1808) und bei Tudela (23. November 1808). Ab Dezember desselben Jahres nahm an der Belagerung von Saragossa (Dezember 1808/Februar 1809) teil. Während der Belagerung brach eine Fleckfieber-Epidemie aus. Morlot wurde angesteckt und wurde als Mitglied des Generalstab in das Militärhospital von Bayonne evakuiert. Dort starb Morlot am Morgen des 23. März 1809. Napoleon verfügte seiner Verdienste wegen, dass Morlot in Frankreich beerdigt werden sollte. Antoine Morlot fand seine letzte Ruhestätte auf dem Friedhof Père-Lachaise. (Division 59).

## Ehrungen
- 10. Dezember 1801 Chevalier der Ehrenlegion
- 14. Juni 1804 Commandeur der Ehrenlegion
- Sein Name findet sich am nördlichen Pfeiler (6. Spalte) des Triumphbogens am Place Charles-de-Gaulle (Paris)